# Zoolander
Zoolander és una pel·lícula d'acció i comèdia estatunidenca de 2001 dirigida per Ben Stiller i protagonitzada pel mateix Stiller, Owen Wilson i Will Ferrell. La pel·lícula conté elements d'un parell de curtmetratges dirigits per Russell Bates i escrits per Drake Sather i Stiller pels especials de televisió de VH1 Fashion Awards el 1996 i 1997.
Els curtmetratges i la pel·lícula en si presenten un model masculí narcisista anomenat Derek Zoolander, protagonitzat per Stiller. La pel·lícula implica que Zoolander es converteixi en el titella d'executius de moda corruptes que intenten assassinar el Primer Ministre de Malàisia. El nom "Derek Zoolander" va ser inventat per Bates mentre estava editant el primer curtmetratge i es va inspirar en els noms de dos models masculins que van treballar per Calvin Klein: el neerlandès Mark Vanderloo i l'estatunidenc Johnny Zander.
Com a sàtira en la indústria de la moda, la pel·lícula va rebre crítiques mixtes i positives, i va tenir bon èxit de taquilla. Una seqüela, Zoolander 2, va ser estrenada al febrer de 2016, però va rebre comentaris negatius. Una sèrie animada, Zoolander: Super Model, va ser estrenada a Netflix UK l'agost de 2016.

## Argument
A la ciutat de Nova York, Derek Zoolander, persona absorbida i malhumorada però de bona naturalesa, és el top model de moda masculina per l'ascendent estrella Hansel, i la seva reputació es veu embrutada per un article crític de la periodista Matilda Jeffries. Després que els seus tres companys d'habitació i col·legues siguin assassinats en un "accident de lluita contra la benzina", Derek anuncia la seva retirada de la professió de model. Llavors va a la seva Nova Jersey nativa per intentar tornar a connectar amb el pare Larry i els germans Luke i Scrappy de classe treballadora ajudant-los a les mines de carbó. Els delicats mètodes de Derek el converteixen en un miner poc pràctic i la seva família el rebutja.
Mentrestant, el magnat de la moda Jacobim Mugatu i l'agent d'en Derek, Maury Ballstein, són els encarregats de la indústria de la moda de trobar un model que pugui ser rentat de cap en assassinar el nou Primer Ministre de Malàisia de tendència progressiva, permetent-los conservar mà d'obra infantil barata al país. Tot i que Mugatu es nega prèviament a treballar amb Derek per a qualsevol espectacle, Derek torna a la ciutat de Nova York i accepta l'oferta de Mugatu per protagonitzar la següent desfilada de moda.
Mugatu porta a Derek a la seva seu, emmascarat com a balneari de dia, on es troba Derek condicionat per intentar l'assassinat durant la cançó "Relax" de Frankie Goes to Hollywood. Matilda, se sent parcialment responsable de la retirada de Derek, sospita de l'oferta de Mugatu i, gràcies a una trucada anònima, intenta entrar al balneari, però és expulsada. Matilda li explica les seves preocupacions a Derek un cop marxa, però ell la ignora.
Matilda segueix a Derek a una festa prèvia a la desfilada de moda, on, en ser contestada per Hansel, Derek perd a Hansel en un "desfilada" supervisada per David Bowie. Matilda rep una altra trucada anònima per reunir-se en un cementiri proper. Matilda, juntament amb Derek, descobreixen que la persona anònima és el model de mans J.P. Prewett, qui explica que la indústria de la moda ha estat al darrere de diversos assassinats polítics de la història, entre ells Abraham Lincoln i John F. Kennedy i els models amb el cervell rentat seran morts aviat després de completar la seva tasca. Katinka, la forta sequaç de Mugatu, i els seus ajudants els ataquen, obligant Derek i Matilda a fugir.
Van a casa de Hansel, l'últim lloc que creuen que Mugatu pensarà anar-hi. Bondk, Hansel i Matilda. Matilda admet que la raó per la qual odien els models és perquè va ser assetjada de petita per tenir un sobrepès i desenvolupar bulímia, i que creu que els models perjudiquen l'autoestima de les persones. Derek i Hansel resolen les seves diferències mentre participen de la col·lecció de narcòtics de Hansel i participen en sexe en grup amb Matilda i altres. Mentre es recupera, Derek també troba que s'enamora de Matilda. Derek i Hansel entren a l'oficina de Maury per trobar proves de la trama d'assassinat, però no poden operar el seu ordinador per trobar-les. Prenent literalment les paraules de Matilda, que els "arxius són a l'ordinador," Hansel físicament agafa l'ordinador mentre Derek marxa per anar a la desfilada.
Matilda intenta interceptar a Derek abans de la desfilada, però Katinka la desconcerta. Quan Derek arriba, el disc jockey de Mugatu comença a reproduir "Relax", activant la programació mental de Derek. Abans que Derek pugui matar el primer ministre, Hansel entra a la cabina de DJ i desactiva la música. A l'espera de revelar els fitxers ocults, Hansel intenta exposar la trama d'assassinat trencant l'ordinador de Maury al terra, destruint així les proves.
Mugatu intenta encobrir l'incident, però Maury s'ofereix a revisar les proves de la trama d'assassinat després d'anys de culpabilitat per la seva complicitat en la conspiració. Mugatu intenta matar el mateix primer ministre llançant un shuriken, però Derek el deté deslligant el seu aspecte de model final, "Magnum", que atorda tothom i fa que el shuriken es congeli a l'aire davant de la cara de Derek i caigui inofensivament al terra. Mugatu és arrestat, i el primer ministre agraeix en Derek. A la ciutat rural de Derek, Larry veu l'esdeveniment a la televisió, i reconeix amb orgull en Derek com el seu fill.
Uns anys després, Derek, Hansel i Maury es van mostrar que havien deixat la indústria de la moda per començar "El Centre Derek Zoolander per a nens que no saben llegir i que volen aprendre a fer altres coses massa bones". Derek i Matilda tenen llavors un fill anomenat Derek Zoolander Jr., que ja ha desenvolupat el seu primer look de model.

## Rebuda
Zoolander van rebre comentaris diversos dels crítics. A Rotten Tomatoes la pel·lícula té una valoració d'aprovació del 64% basada en 137 ressenyes amb una valoració mitjana de 5,9/10. El consens crític del lloc diu, "Una sàtira contundent a la indústria de la moda, Zoolander és una d'aquestes comèdies deliberadament mudes que poden generar somriures genuïns." A Metacritic, la pel·lícula té una puntuació de 61 sobre 100 basats en 31 crítics, cosa que indica "ressenyes generalment favorables". El públic enquestat per CinemaScore va donar a la pel·lícula una nota mitjana de "C+" en una escala A+ a F.
Roger Ebert va donar a la pel·lícula una estrella de quatre i va considerar que la pel·lícula era insensible pel que fa al treball infantil, però també va afegir que "fins a cert punt, Zoolander és víctima del mal moment", fent referència al llançament de la pel·lícula dues setmanes després de l'11 de setembre de 2001. Segons Stiller, anys després en privat, Ebert va admetre que va canviar d'opinió i va pensar que la pel·lícula era divertida, i li va demanar disculpes per "passar-se".
La pel·lícula va rebre vots de dos crítics a la "Enquesta de les pel·lícules més grans de tots els temps" de Sight & Sound.